# Bellahøj højhuse
Bellahøj højhuse er en dokumentarfilm fra 1954 af ukendt instruktør.

## Handling
Om Christiani & Nielsens opførelse af højhusene på Bellahøj i 1952-53. Mellemtekster præsenterer de forskellige faser i byggeriet.